# Thomas Bulfinch
Thomas, o Tomás Bulfinch (Newton, Massachusetts, 15 de julio de 1796-Boston, 27 de mayo de 1867) fue un escritor estadounidense, conocido por su obra Mitología de Bulfinch. 

## Biografía
Bulfinch pertenecía a una educada familia de comerciantes de modestos recursos. Su padre había sido Charles Bulfinch, el arquitecto que construyó la Casa del Estado de Massachusetts de Boston, así como parte del Capitolio de los Estados Unidos de Washington D. C. Bulfinch se autofinanciaba gracias a su empleo en el Banco de los Comerciantes de Boston.

## Mitología de Bulfinch
Aunque también reorganizó el bíblico Libro de los Salmos para ilustrar la historia del pueblo hebreo, Bulfinch es conocido por haber escrito la Mitología de Bulfinch, una recopilación que él mismo hizo en 1881 de tres libros suyos previos:
1. La Era de la Fábula, o Historias de Dioses y de Héroes (1855)
2. La Era de la Caballería Andante, o Leyendas del Rey Arturo (1858)
3. Leyendas de Carlomagno, o Romances de la Edad Media (1863)

Mitología de Bulfinch es una obra clásica de divulgación de la mitología, el patrón canónico de consulta durante más de un siglo y todavía en uso tras más de ciento sesenta años después de su publicación original: La Era de la Fábula se publicó en 1855. La recopilación póstuma arreglada por Edward Everett Hale, incluye varias historias pertenecientes a las tradiciones mitológicas conocidas como Materia de Roma, la Materia de Bretaña y la Materia de Francia, respectivamente. En el prefacio, escribe Bulfinch:
"Nuestra obra no es para los iniciados, ni para los teólogos, ni para los filósofos, sino para todo lector de la Literatura inglesa, de ambos sexos, que desee saber interpretar a fondo las alusiones tan frecuentemente citadas por los oradores públicos, profesores, ensayistas y poetas, y aquellas traídas a colación en toda conversación educada."
El volumen original iba dedicado a Henry Wadsworth Longfellow, y en la página del título se describía como un "intento de popularizar la mitología y divulgar el disfrute de la literatura elegante". En este prólogo, Bulfinch hacía patente su propósito, que era
"un intento de solucionar este problema contando las historias de la mitología de tal forma que resultaran en una fuente de diversión. Nos hemos esforzado en contarlas correctamente, en concordancia con la autoridad de los antiguos, de forma que cuando el lector se encuentre con las alusiones a ellas, no se pierda para reconocer la referencia. Así, esperamos enseñar mitología no como un estudio, sino como una distracción del estudio; dar a nuestra obra el encanto de un libro de cuentos, si bien usarlo como instrumento para impartir conocimiento de una rama de la educación importante. El índice al final lo adaptará a los propósitos de una referencia, y hará de él un diccionario de salón clásico."
En su necrológica, se advertía de que los contenidos habían sido purgados, que se les había quitado «todo lo que pudiera ser ofensivo».
Las versiones que Bulfinch da para los mitos clásicos son las de Ovidio y las de Virgilio. Sus mitos nórdicos están extractados de una obra de Paul Henri Mallet (1730–1807), profesor en Ginebra, y traducidos por Thomas Percy (Obispo de Dromore) como Antigüedades nórdicas (Londres, 1770, con numerosas reimpresiones).
La versión de la mitología de Bulfinch, publicada para los estadounidenses refinados, precisamente cuando se publicaban en Alemania los primeros estudios de mitografía, presenta los mitos en sus versiones literarias con expurgo de violencia «innecesaria», erotismo, psicologismo e información etnográfica. Las versiones de estos mitos según Bulfinch todavía se enseñan en muchas escuelas públicas de los Estados Unidos. Marie Sally Cleary, en La solución Bulfinch: enseñar los clásicos antiguos en las escuelas americanas (1990), presenta la obra en el contexto de una "democratización" de la cultura clásica producida en la era previa a la Guerra de Secesión, por ir destinada a la lectura de un público estadounidense más amplio.
Bulfinch surgió de la Escuela Latina de Boston, la Academia Phillips de Exeter y del Harvard College, en el que se graduó en 1814.
Aunque las recreaciones de Bulfinch fueron ampliamente sustituidas en las escuelas de Bachillerato americanas por las obras de mitología de Edith Hamilton, las cuales se basaban directamente en los textos griegos clásicos todavía eludiendo la arqueología, en el catálogo de Navidad de 1979 del Museo Metropolitano de Arte aún se ofrecía una edición "suntuosamente ilustrada" de la Mitología de Bulfinch.